# Marie Brand und die Ehrenfrauen
Marie Brand und die Ehrenfrauen ist die 32. Episode der Krimiserie Marie Brand. Der Fernsehfilm mit Mariele Millowitsch in der Titelrolle und Hinnerk Schönemann als Kriminalhauptkommissar Jürgen Simmel wurde am 4. Januar 2023 im ZDF erstausgestrahlt. Online war die Folge eine Woche vorab abrufbar.

## Handlung
Kommissarin Marie Brand wird unmittelbare Zeugin bei der Explosion eines Baucontainers, bei der Ingenieur Claudio Messina ums Leben kommt. Sie beordert sofort ihren Kollegen Simmel dazu, denn ihrer Beobachtung nach war es Mord, was durch die kriminaltechnische Untersuchung später bestätigt wird. Bei der Feststellung der Personalien stellt sich heraus, dass die Ehefrau des Opfers eine persönliche Bekannte von Jürgen Simmel ist. Marie Brand fällt sogleich der sizilianische Dialekt der Ehefrau des Opfers auf, was nicht zu der Behauptung passt, dass sie aus Mailand stammen würde. Ähnlich überraschend verläuft Simmels Versuch, die offiziellen Akten über das Opfer und seine Frau einzusehen, denn die sind Verschlusssache, was darauf hindeutet, dass beide Personen Teile eines Zeugenschutzprogrammes sind. Diese Vermutung bestätigt sich und lässt vermuten, dass sie es hier mit der italienischen Mafia zu tun haben. Verdächtig erscheint Giuseppe Costa, der nicht nur für die Personalabdeckung der Baustelle zuständig ist, sondern nebenher noch weitere kleine Unternehmungen besitzt, die den Verdacht der Geldwäsche nahelegen. 
Francesca Messina will sich nach dem Tod ihres Mannes nicht mehr verstecken. Sie bringt ihre beiden Kinder in Sicherheit und nimmt den Kampf gegen ihre Widersacher auf. Ihr ist allerdings nicht ganz klar, warum man nicht sie, die für ihre Familie als Verräterin gilt, getötet hat, sondern ihren Mann. Sie sucht nach Hinweisen im Laptop ihres Mannes und findet Fotos, deren Bedeutung sich ihr nicht gleich erschließen. Sie fordert als erstes Rechenschaft von Giuseppe Costa, von dem sie annimmt, dass er weiß, wer hinter dem Anschlag auf ihren Mann steckt. So erfährt sie, dass ihre eigene Schwester die Mafiageschäfte der Familie übernommen und den Auftrag zur Liquidierung erteilt hat.
Als Brand und Simmel Giuseppe Costa aufsuchen wollen, weil dessen DNA-Spuren ihn als Verursacher der Explosion überführen, finden sie ihn erschossen vor. Brand hatte in den Unterlagen der Firma, für den Claudio Messina gearbeitet hat, Hinweise auf Scheinfirmen gefunden, denen er offensichtlich auf den Grund gehen wollte. Bei der Überprüfung von Costas Hauptgeschäftspartner Uwe Schimkat, dem die Baustelle unterliegt, auf der Messina getötet wurde, treffen die Ermittler auf Karla Giordano, die Frau, die aktuell dem Giordano-Clan vorsteht. Brand und Simmel sind alarmiert. Sie observieren Karla Giordano, die gerade dabei ist, über ihre Strohleute Bargeld von der Bank abzuholen. Als Brand und Simmel sie aus den Augen verlieren, passt Francesca Messina ihre Schwester in der Tiefgarage der Bank ab und bedroht sie mit einer Pistole. Karla beteuert, nicht gewusst zu haben, dass der Mann vom Bau, der begonnen hatte, unbequeme Fragen zu stellen und womöglich ihre Geschäfte auffliegen lassen wollte, Claudio war. Brand kann verhindern, dass Messina auf ihre Schwester schießt, und Karla Giordano wird festgenommen. Den Mord an Costa wird man ihr nachweisen können und Messina wird mit ihren Kindern über das Zeugenschutzprogramm in einem neuen Domizil untergebracht.

## Hintergrund
Der Film wurde von der Warner Bros. International Television Production (Eyeworks) produziert und vom 6. September bis zum 25. November 2022 in Köln und Umgebung gedreht.

## Rezeption

### Einschaltquote
Die Erstausstrahlung von Marie Brand und die Ehrenfrauen am 4. Januar 2023 wurde in Deutschland von 8,30 Millionen Zuschauern gesehen und erreichte einen Marktanteil von 29,3 Prozent für das ZDF.

### Kritiken
Tilmann P. Gangloff wertete für Evangelisch.de: „Für eine brave Krimireihe wie ‚Marie Brand‘ ist diese Thrillergeschichte fast eine Nummer zu groß, das Thema würde im Grunde besser zu einem Tatort passen.“ „Richtig spannend ist der Film zwar nicht, aber das galt für seine früheren Beiträge ebenfalls. Sehenswert ist der Krimi daher vor allem wegen der beiden parallel erzählten Rachegeschichten: Francesca will Vergeltung für den Anschlag auf Claudio und sucht nach jenem Mann, der ausgerechnet im Auftrag der nach wie vor mächtigen Giordano-Familie die illegalen Arbeiter vermittelt und die Geldwäsche organisiert; und damit läuft sie Clara direkt in die Arme. Patrizia Carlucci ist nicht nur dank ihrer italienischen Wurzeln eine treffende Besetzung für diese Figur; als attraktive Killerin, die zudem die Clan-Geschäfte führt, spielt sie natürlich eine besondere Rolle. Entsprechend fesselnd ist das Finale, als die beiden Frauen endlich aufeinandertreffen.“
Bei Prisma.de schrieb Hans Czerny: „Endlich mal hat die Emanzipation auch die Mafia erreicht.“
Oliver Armknecht von film-rezensionen.de meinte, wie immer sehr kritisch: „Allgemein wirkt ‚Marie Brand und die Ehrenfrauen‘ so, als habe man mehr oder weniger wahllos aus dem Abfall anderer Genrevertreter zusammengeklaubt und daraus ein neues Werk machen wollen.“ „Ein Punkt, der den Film etwas von den Vorgängern unterscheidet: Entsprechend dem Titel […] spielen in der Geschichte Frauen eine größere Rolle.“ „Auffällig ist zudem, dass der Humor reduziert wurde. Wo in vorangegangenen Teilen […] hemmungslos albern waren und dabei die Sache mit den Verbrechen gern mal in den Hintergrund rückte, scheint der Trend inzwischen in Richtung stärkerer Ernst zu sein.“ „Langjährige Fans kommen vermutlich trotz allem auf ihre Kosten, da die zwischenmenschliche Dynamik der zwei Hauptfiguren […] noch immer ein Pluspunkt ist.“